# Super 8 Classic 2024
La 13e édition de la Super 8 Classic a lieu le 21 septembre 2024 en Belgique entre Brakel et Haacht, sur une distance de 197,8 kilomètres. Elle fait partie du calendrier UCI ProSeries 2024 (deuxième niveau mondial) en catégorie 1.Pro.

## Présentation

### Parcours
Partant de la commune de Brakel située au sud de la province de Flandre-Orientale, les coureurs traversent plusieurs provinces belges : le Brabant flamand, le Hainaut, le Brabant wallon pour une arrivée à Haacht dans le Brabant flamand. Le parcours de 197,8 kilomètres compte 13 côtes répertoriées, la dernière, Bosstraat, se situant à 15,4 kilomètres de l'arrivée.

### Équipes
Dix-huit équipes sont au départ de la course : dix équipes UCI WorldTeam, sept UCI ProTeam et une équipe continentale.
| WorldTeams (10)- Alpecin-Deceuninck - Arkéa-B&B Hotels - Red Bull-Bora-Hansgrohe - Cofidis - Intermarché-Wanty - Lidl-Trek - Movistar Team - Team dsm-firmenich PostNL - Team Jayco AlUla - UAE Team Emirates ProTeams (7)- Bingoal WB - Caja Rural-Seguros RGA - Euskaltel-Euskadi - Israel-Premier Tech - TotalEnergies - Tudor Pro Cycling Team - Uno-X Mobility Équipe de cyclo-cross- Pauwels Sauzen-Bingoal |
| |

## Classement final
| \| Classement général \| Classement général \| Classement général \| Classement général \| Classement général \| \| Coureur \| Coureur \| Pays \| Équipe \| Temps \| \| ------------------ \| ------------------ \| ------------------ \| ----------------------- \| ------------------ \| \| 1er \| Filippo Baroncini \| Italie \| UAE Team Emirates \| 4 h 27 min 09 s \| \| 2e \| Rick Pluimers \| Pays-Bas \| Tudor Pro Cycling Team \| + 21 s \| \| 3e \| Rui Oliveira \| Portugal \| UAE Team Emirates \| + 28 s \| \| 4e \| Émilien Jeannière \| France \| TotalEnergies \| + 28 s \| \| 5e \| Roger Adrià \| Espagne \| Red Bull-Bora-Hansgrohe \| + 28 s \| \| 6e \| Matteo Trentin \| Italie \| Tudor Pro Cycling Team \| + 28 s \| \| 7e \| Laurenz Rex \| Belgique \| Intermarché-Wanty \| + 28 s \| \| 8e \| Jake Stewart \| Royaume-Uni \| Israel-Premier Tech \| + 28 s \| \| 9e \| Mike Teunissen \| Pays-Bas \| Intermarché-Wanty \| + 28 s \| \| 10e \| Dylan Vandenstorme \| Belgique \| Team Flanders-Baloise \| + 28 s \| |                    |             |                         |                 |
| |                    |             |                         |                 |
| Source : ProCyclingStats |                    |             |                         |                 |
| Classement général |                    |             |                         |                 |
| Coureur | Coureur            | Pays        | Équipe                  | Temps           |
| 1er | Filippo Baroncini  | Italie      | UAE Team Emirates       | 4 h 27 min 09 s |
| 2e | Rick Pluimers      | Pays-Bas    | Tudor Pro Cycling Team  | + 21 s          |
| 3e | Rui Oliveira       | Portugal    | UAE Team Emirates       | + 28 s          |
| 4e | Émilien Jeannière  | France      | TotalEnergies           | + 28 s          |
| 5e | Roger Adrià        | Espagne     | Red Bull-Bora-Hansgrohe | + 28 s          |
| 6e | Matteo Trentin     | Italie      | Tudor Pro Cycling Team  | + 28 s          |
| 7e | Laurenz Rex        | Belgique    | Intermarché-Wanty       | + 28 s          |
| 8e | Jake Stewart       | Royaume-Uni | Israel-Premier Tech     | + 28 s          |
| 9e | Mike Teunissen     | Pays-Bas    | Intermarché-Wanty       | + 28 s          |
| 10e | Dylan Vandenstorme | Belgique    | Team Flanders-Baloise   | + 28 s          |

## Classements UCI
La course attribue aux coureurs le même nombre de points pour l'UCI ProSeries 2024 et le Classement mondial UCI.
| Position           | 1er | 2e  | 3e  | 4e  | 5e | 6e | 7e | 8e | 9e | 10e | 11e | 12e | 13e | 14e | 15e | 16e à 30e | 31e à 40e |
| Classement général | 200 | 150 | 125 | 100 | 85 | 70 | 60 | 50 | 40 | 35  | 30  | 25  | 20  | 15  | 10  | 5         | 3         |